# С-300В
С-300В «Антей-300В» (индекс ГРАУ: 9К81) — серия советских/российских универсальных многоканальных зенитных ракетных систем противовоздушной/противоракетной обороны фронтового звена сухопутных войск. Разрабатывалась в рамках создания унифицированной системы ПВО С-300 с 1969 года для замены ЗРК 2К11 «Круг» в сухопутных войсках. В полном составе на вооружение принята в 1988 году.
С-300В предназначена для обороны важных войсковых объектов, группировок войск и административно-промышленных центров от ударов всех типов самолётов и вертолётов, крылатых ракет, других аэродинамических средств воздушного нападения, аэробаллистических и баллистических ракет оперативно-тактического назначения.

## История
В 1969 году, в соответствии с постановлением Совета министров СССР, начались работы по проектированию новой зенитной ракетной системы С-300. Было предусмотрено создание для ПВО Сухопутных войск, ПВО кораблей ВМФ и Войск ПВО страны трёх систем: С-300В («Войсковая»), С-300Ф («Флотская») и С-300П («ПВО страны»).
Главный разработчик систем — ЦКБ «Алмаз», имевшее к середине 1960-х годов опыт создания ракетных систем ПВО и ПРО, в кооперации с КБ «Факел» вело проектные работы по созданию единого комплекса средней дальности для Сухопутных Войск, Войск ПВО страны и ВМФ с унифицированной ракетой.
Все требования, выдвинутые к варианту ЗРК Сухопутных войск в ходе проведения проектных работ (в части поражения баллистических ракет (БР), не смогли быть удовлетворены при использовании единой ракеты для всех вариантов комплекса. Поэтому, после отказа МКБ «Факел» от разработки вариантов ракеты для комплекса Сухопутных войск, эта работа была поручена ОКБ «Новатор» (его конструкторскому отделу) завода им. М. И. Калинина.
Кроме того, ЦКБ «Алмаз» столкнулось с большими трудностями по обеспечению создания комплексов унифицированной структуры. В отличие от комплексов ПВО и ВМФ, которые должны были применяться с использованием развитой системы радиолокационной разведки, оповещения и целеуказания, комплекс ПВО Сухопутных войск должен был, как правило, работать в отрыве от остальных средств, обеспечивать круговое прикрытие войсковых групп, а также работать по оперативно-тактическим БР. Для этого требовалось обеспечить малое время реакции комплекса, становилась очевидной целесообразность разработки будущего С-300В другим предприятием, без учёта требования по существенной унификации с комплексами ПВО и ВМФ. Работа по созданию такого комплекса была передана НИЭМИ (с 1983 — НПО «Антей»), которое к тому времени имело опыт создания армейских ЗРК.
Таким образом, создание войсковой ЗРС С300В велось в соответствии с целым комплексом документов, в который, кроме единых тактико-технических требований (ТТТ) к системе С-300 и частных ТТТ к системе С-300В (с дополнением), входили дополнение к ТТТ к РЛС 9С15 «Обзор-3», используемой в качестве РЛС кругового обзора в этой системе и ТТЗ на разработку РЛС программного обзора «Имбирь» с дополнением к нему.
Все боевые средства системы были размещены на обладающих высокой проходимостью и маневренностью, оборудованных аппаратурой навигации, топопривязки и взаимного ориентирования унифицированных гусеничных шасси типа ГМ-830, разработанных КБ-3 Ленинградского Кировского завода первоначально для самоходной артиллерийской установки «Пион», унифицированных по ходовой части с танком Т-80, двигателю и трансмиссии с танком Т-72 и получивших собственные обозначения.
В итоге, частично унифицированными для войсковой ЗРС С-300В оказались только системы телекодовой связи (СТС-1 и СТС-2), аппаратура документирования ФД-91, газотурбинные агрегаты питания ГАП-65 и радиолокаторы обнаружения (РЛО) 9С15 и 5Н64 системы С-300П.

## Состав боевых средств ЗРС С-300В

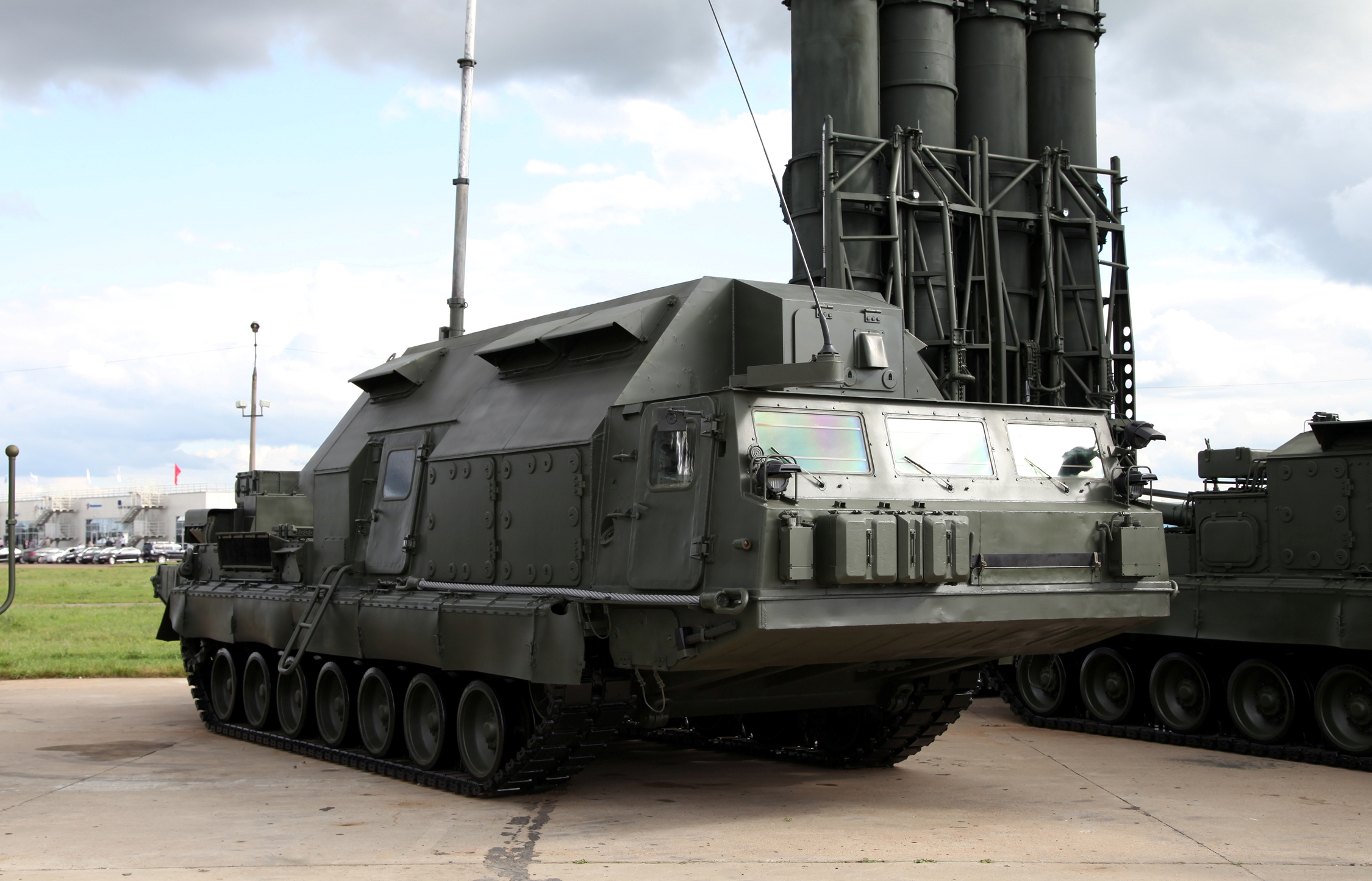
Командный пункт 9С457

Каждый зенитный ракетный дивизион состоял из:
- командного пункта 9С457;
- РЛС кругового обзора (КО) «Обзор-3» (9С15М);
- РЛС программного обзора (ПО) «Имбирь» (9С19М2) — для обнаружения головных частей БР типа «Першинг», аэробаллистических ракет типа SRAM и барражирующих самолётов-постановщиков помех на дальностях до 100 км;
- четырёх зенитных ракетных батарей.

Каждая батарея включала в себя:

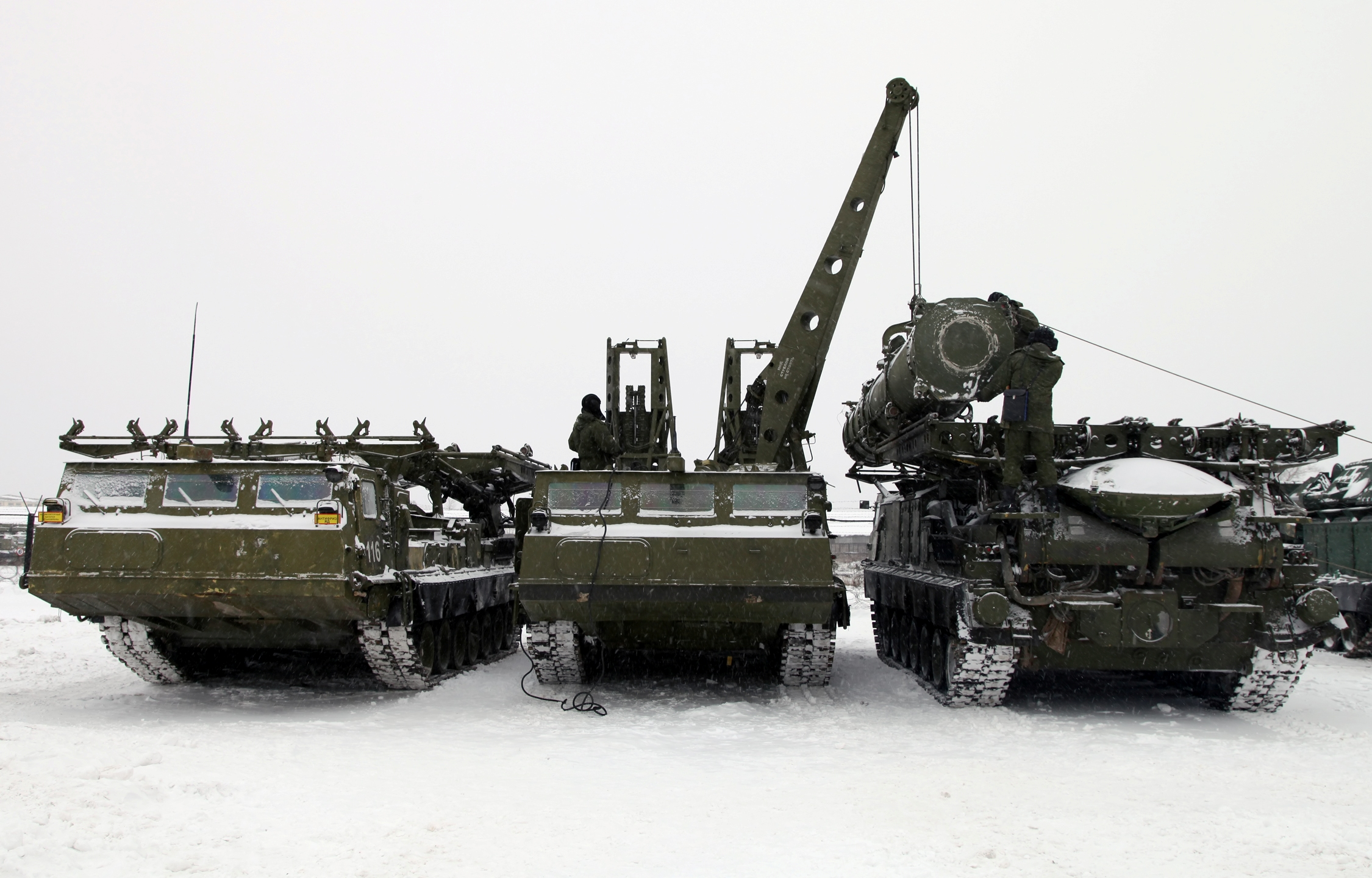
Перегрузка ТПК с ПЗУ 9A85 на ПУ 9A83 с помощью ПЗУ 9A84

- одну многоканальную станцию наведения ракет 9С32;
- РЛС подсвета и наведения с боекомплектом, с возможностью ведения боя только самостоятельно[4], двух типов:
  - две 9А82 — с двумя ЗУР 9М82;
  - четыре 9А83 — с четырьмя ЗУР 9М83;
- пуско-заряжающие установки (ПЗУ) двух типов:
  - одна ПЗУ 9А84 — для работы с ПУ 9А82 и ЗУР 9М82;
  - две ПЗУ 9А85 — для работы с ПУ 9А83 и ЗУР 9М83.

Ракеты 9М82 и 9М83 эксплуатировались, соответственно, в транспортно-пусковых контейнерах (ТПК) 9Я238 и 9Я240.

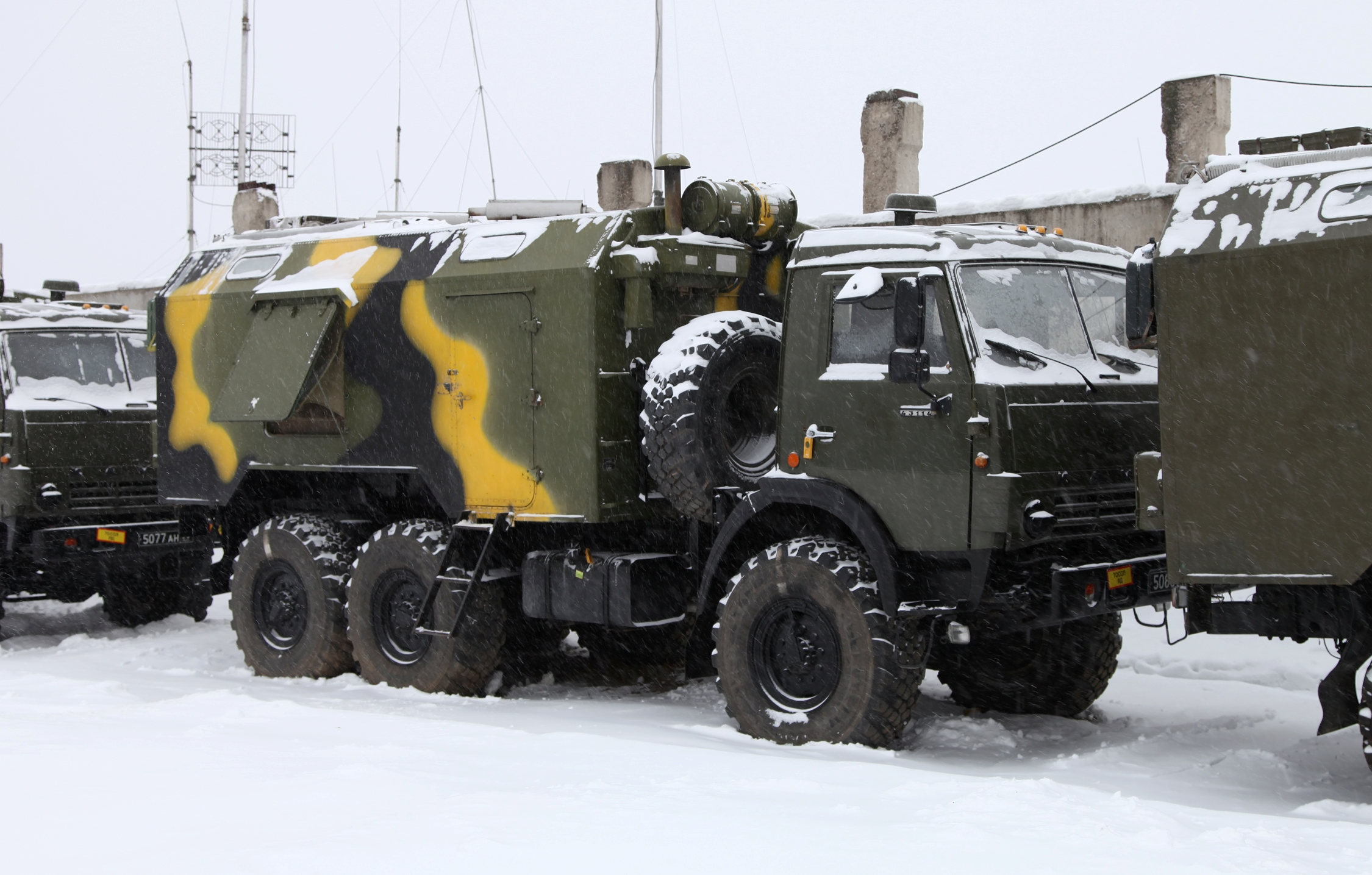
Машина с генератором

Помимо основных агрегатов, в ЗРС входят также средства технического обеспечения и обслуживания:
- средства ракетно-технического обеспечения (PTO):
  - АКИПС 9В91,
  - комплект такелажного оборудования 9Т325,
  - транспортные машины 9Т82;
- средства технического обслуживания и ремонта (ТО и Р):
  - машины технического обслуживания (9В868-1, 1Р15, 9В879-1),
  - машины ремонта и технического обслуживания (9В898-1, 1Р16),
  - групповой ЗИП 9Т447-1;
- учебно-тренировочные средства (УТС):
  - тренировочное устройство 9Ф88 для тренировки расчёта МСНР 9С32,
  - габаритно-весовые макеты ЗУР,
  - учебно-действующая ЗУР.

### Командный пункт 9С457

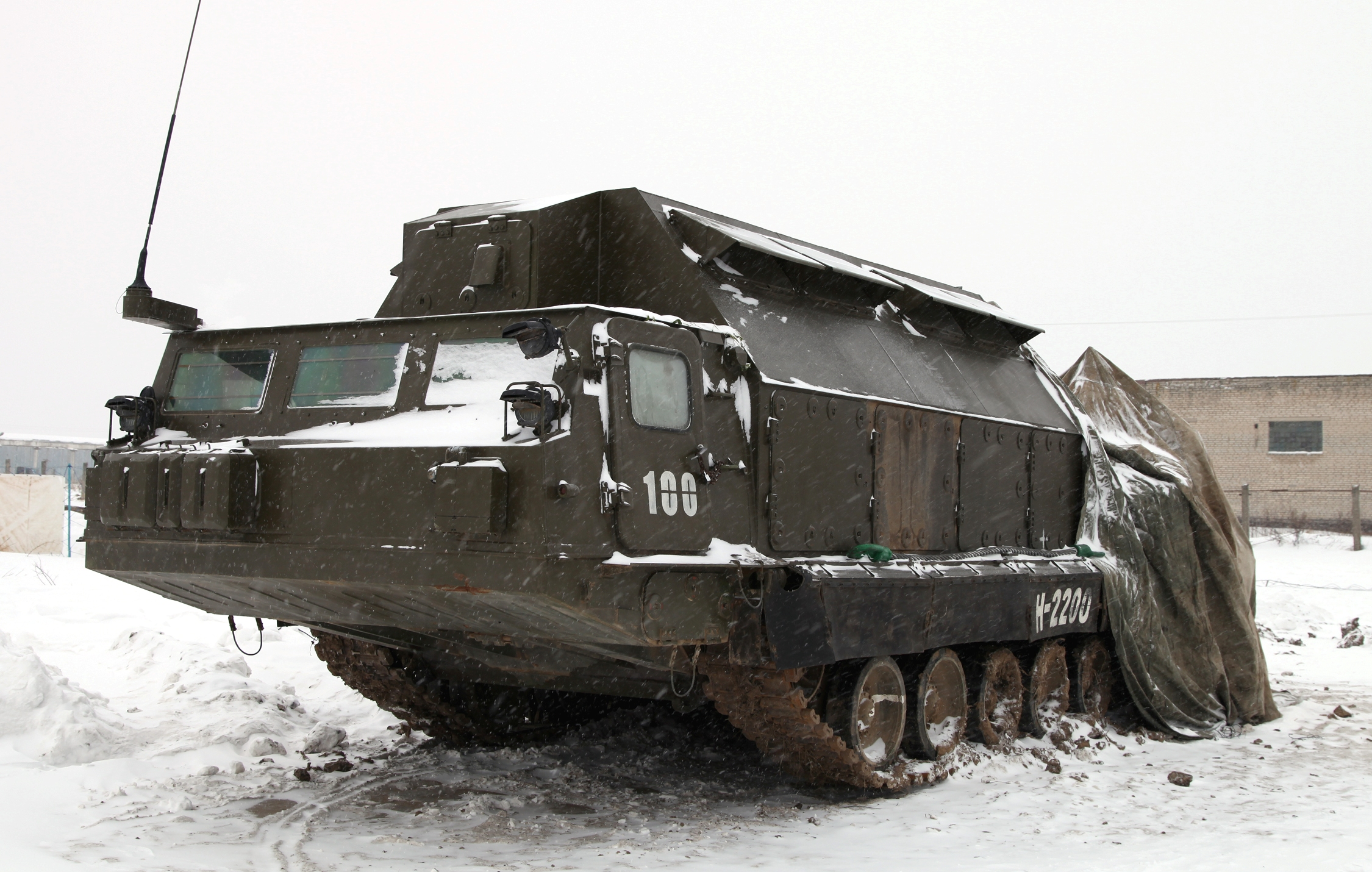

### РЛС кругового обзора 9С15М «Обзор-3»

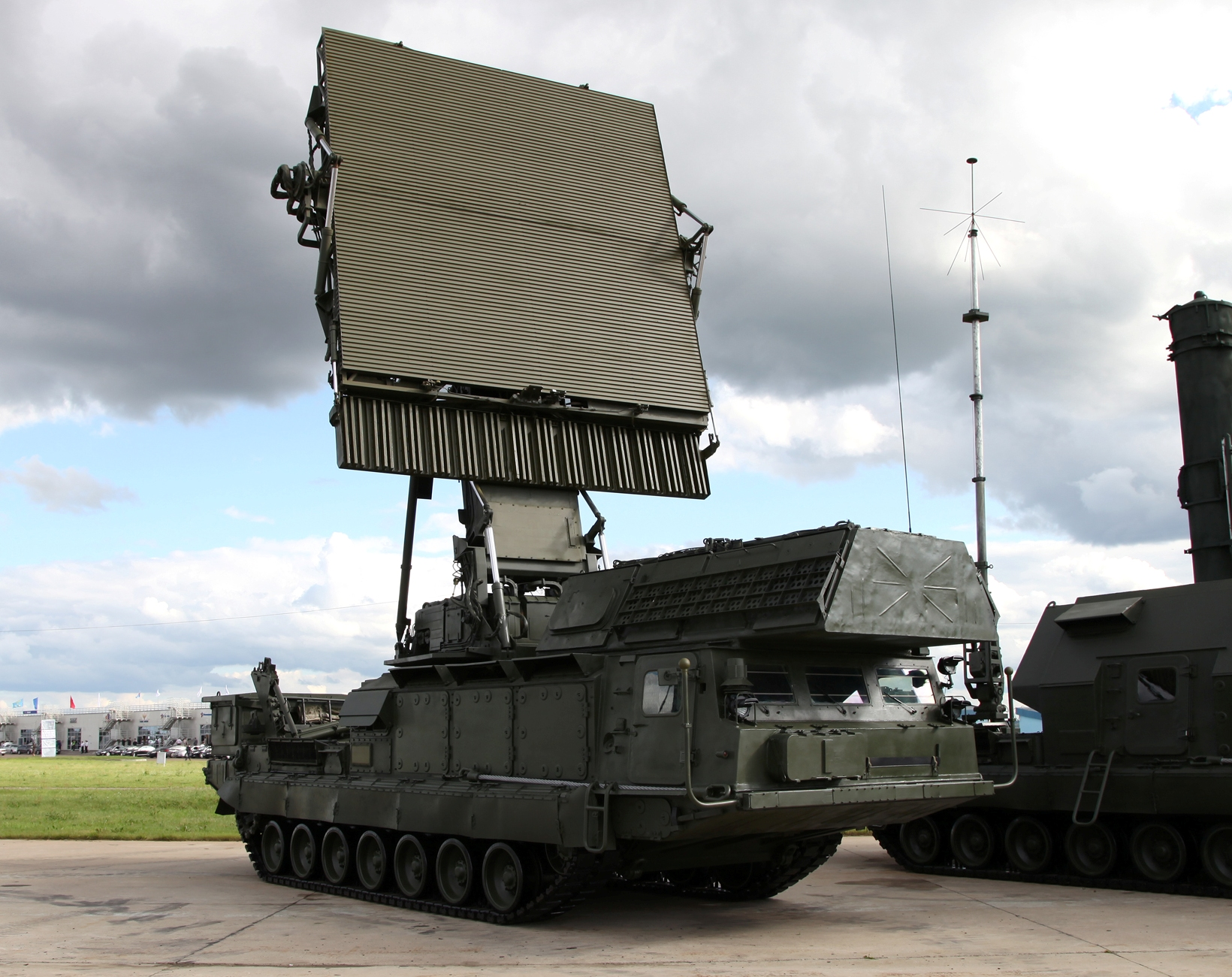

### РЛС программного обзора 9С19М2 «Имбирь»

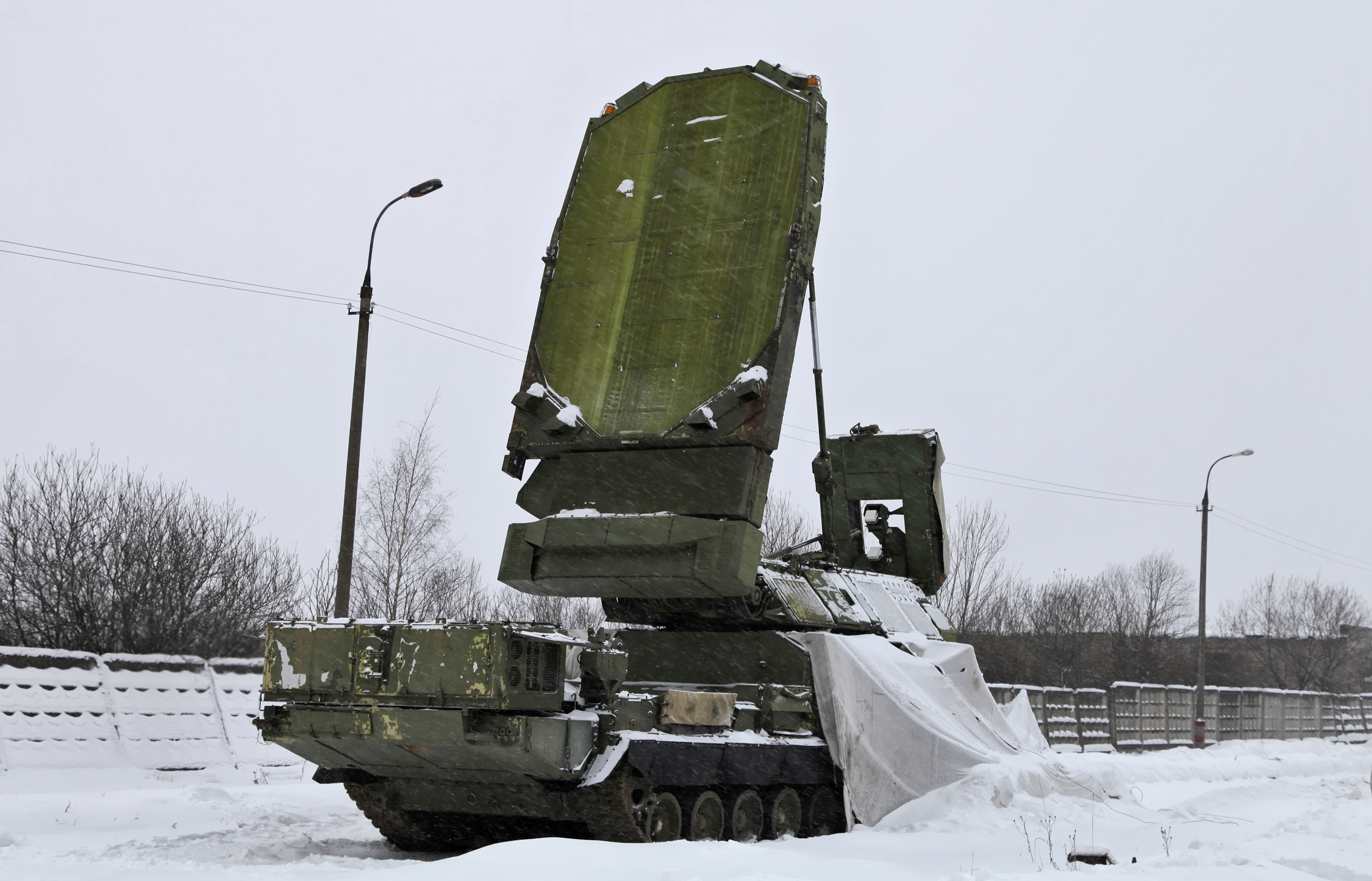

### Многоканальная станция наведения ракет 9С32

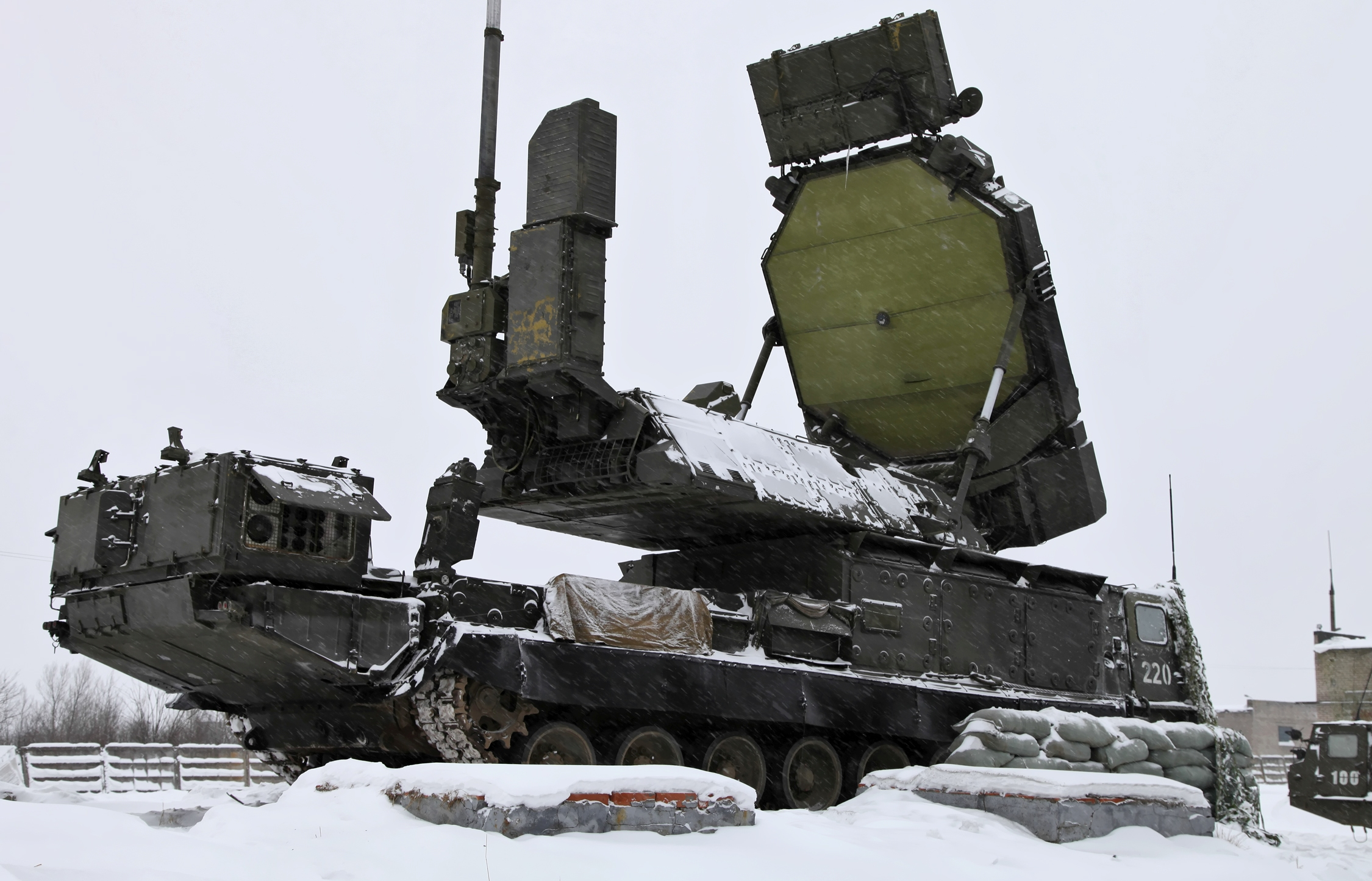

### Пусковая установка 9А83

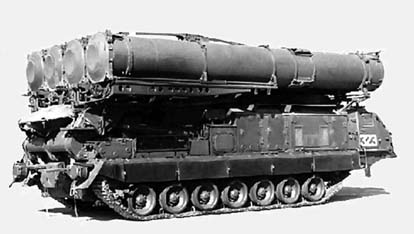
пусковая установка 9А83 в походном положении

### Пусковая установка 9А82

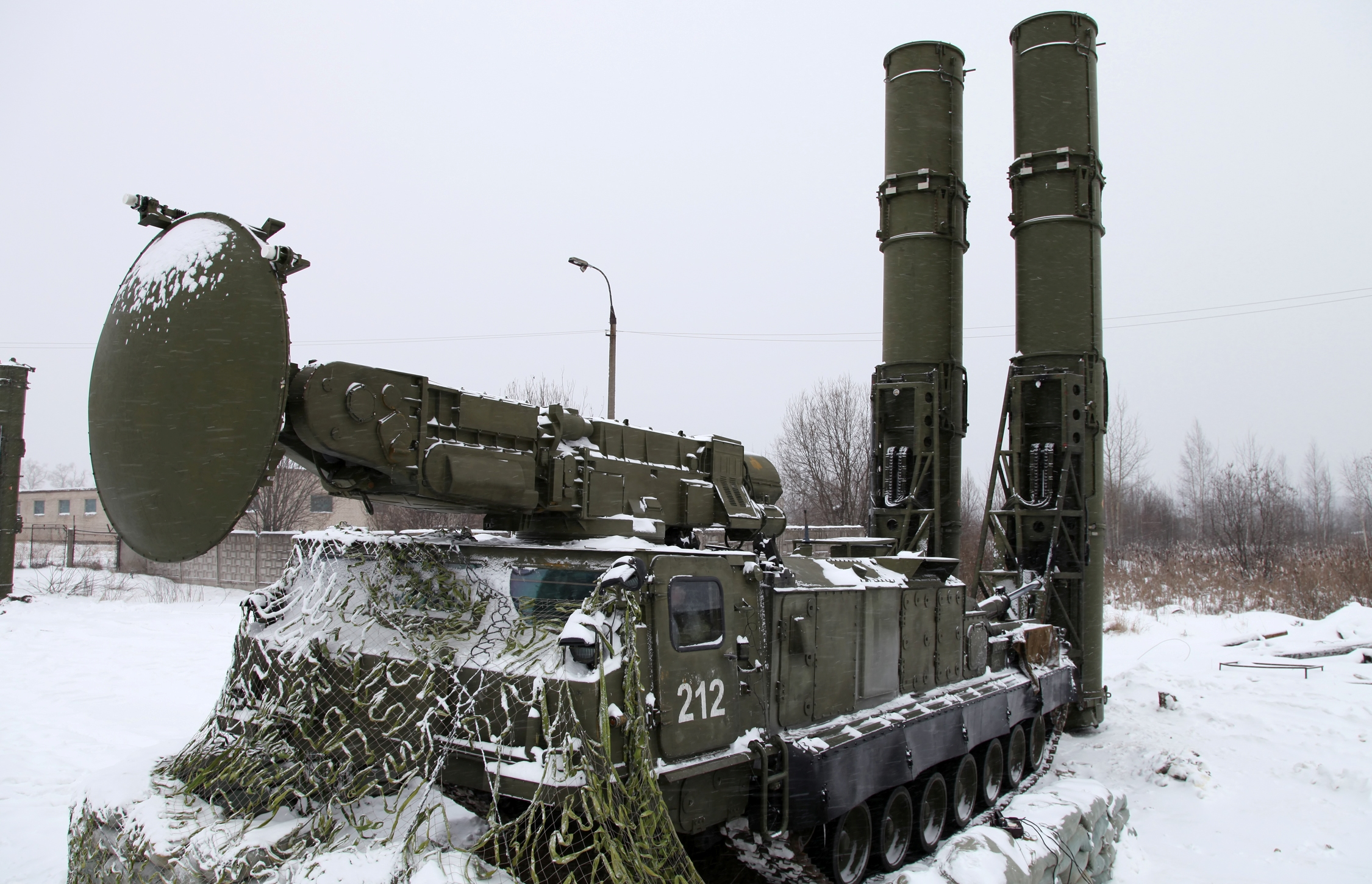
ПУ 9A82

ПУ 9А82 размещалась на гусеничном шасси «объект 831» и была предназначена для транспортирования и хранения полностью боеготовых двух ракет 9М82 в ТПК, а также для исполнения тех же операций, которые выполняет ПУ 9А83. По конструктивному построению, основным характеристикам и функционированию она отличалась от этой ПУ только устройством для установки ТПК в стартовое положение и механической частью станции подсвета целей.

### Пуско-заряжающая установка 9А84

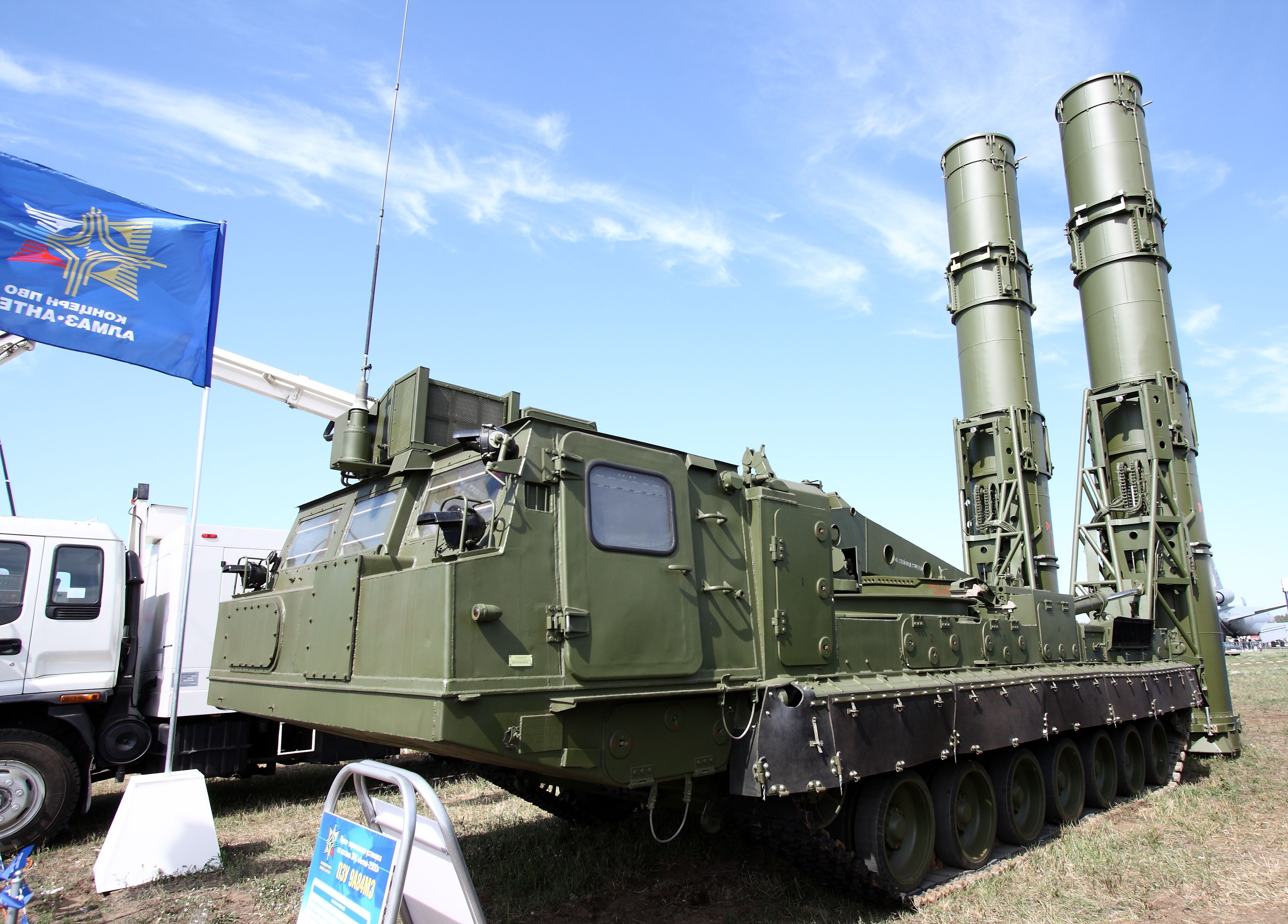
Пуско-заряжающая установка 9А84МЭ

## Модификации
|  |  |  |  |          |          |          |          | С-300В   |          |  |  |          |          |          |          |          |          |  |  |  |  |  |  |  |  |  |  |  |  |  |  |
|  |  |  |  |          |          |          |          |          |          |  |  |          |          |          |          |          |          |  |  |  |  |  |  |  |  |  |  |  |  |  |  |
|  |  |  |  |          |          |          |          |          |          |  |  |          |          |          |          |          |          |  |  |  |  |  |  |  |  |  |  |  |  |  |  |
|  |  |  |  | С-300В1  | С-300В1  | С-300В1  | С-300В1  | С-300В1  | С-300В1  |  |  | С-300В2  | С-300В2  | С-300В2  | С-300В2  | С-300В2  | С-300В2  |  |  |  |  |  |  |  |  |  |  |  |  |  |  |
|  |  |  |  | С-300В1  | С-300В1  | С-300В1  | С-300В1  | С-300В1  | С-300В1  |  |  | С-300В2  | С-300В2  | С-300В2  | С-300В2  | С-300В2  | С-300В2  |  |  |  |  |  |  |  |  |  |  |  |  |  |  |
|  |  |  |  |          |          |          |          |          |          |  |  |          |          |          |          |          |          |  |  |  |  |  |  |  |  |  |  |  |  |  |  |
|  |  |  |  |          |          |          |          | С-300ВМ  |          |  |  |          |          |          |          |          |          |  |  |  |  |  |  |  |  |  |  |  |  |  |  |
|  |  |  |  |          |          |          |          |          |          |  |  |          |          |          |          |          |          |  |  |  |  |  |  |  |  |  |  |  |  |  |  |
|  |  |  |  |          |          |          |          |          |          |  |  |          |          |          |          |          |          |  |  |  |  |  |  |  |  |  |  |  |  |  |  |
|  |  |  |  | С-300ВМ1 | С-300ВМ1 | С-300ВМ1 | С-300ВМ1 | С-300ВМ1 | С-300ВМ1 |  |  | С-300ВМ2 | С-300ВМ2 | С-300ВМ2 | С-300ВМ2 | С-300ВМ2 | С-300ВМ2 |  |  |  |  |  |  |  |  |  |  |  |  |  |  |
|  |  |  |  | С-300ВМ1 | С-300ВМ1 | С-300ВМ1 | С-300ВМ1 | С-300ВМ1 | С-300ВМ1 |  |  | С-300ВМ2 | С-300ВМ2 | С-300ВМ2 | С-300ВМ2 | С-300ВМ2 | С-300ВМ2 |  |  |  |  |  |  |  |  |  |  |  |  |  |  |
|  |  |  |  |          |          |          |          |          |          |  |  |          |          |          |          |          |          |  |  |  |  |  |  |  |  |  |  |  |  |  |  |
|  |  |  |  |          |          |          |          |          |          |  |  |          |          |          |          |          |          |  |  |  |  |  |  |  |  |  |  |  |  |  |  |
|  |  |  |  |          |          |          |          | С-300ВМД |          |  |  |          |          |          |          |          |          |  |  |  |  |  |  |  |  |  |  |  |  |  |  |

### С-300В4
ЗРС C-300B4 является дальнейшей модернизацией ЗРС С-300В и С-300ВМ и относится к приоритетным образцам вооружения ПВО.
Обеспечивает поражение баллистических ракет и аэродинамических целей на дальностях до 100 км[уточнить] и высотах до 37 км.
С-300В4 имеет повышенные боевые возможности, достигнутые за счёт введения новых комплектующих изделий, внедрения современной элементной базы и вычислительных средств, что позволило улучшить технические и эксплуатационные характеристики ЗРС, в том числе условия работы боевых расчётов.
Скорость тяжёлой ракеты ЗРС С-300В4 составляет 7,5М (одна из ракет, 9М82МВ (с дальностью 350 км, управляемой БЧ и возможностью активного маневрирования на заатмосферных высотах), имеет собственную скорость 9М),
подрыв БЧ радиокомандный.
Эффективность нового комплекса оценивается в 1,5—2,3 раза выше, чем прежнего С-300В3.
В 2012 году завершена модернизация всех комплексов С-300В до уровня С-300В4, также в 2013 году поставлены три новых дивизиона С-300В4 и заключён контракт на поставку до 2015 года ещё новых дивизионов.

## Показатели комплекса
Согласно ряду источников, система имеет следующие характеристики:
- Зона поражения аэродинамических целей:
  - по дальности — до 100 км
  - по высоте — 0,025-30 км
- Зона поражения баллистических целей, км:
  - по дальности:
    - 9М82 — 30 км (эффективная)
    - 9М83 — 40 км (максимальная)
    - по высоте — от 1 — до 25 км
- Максимальная скорость поражаемых целей: 3000 м/с
- Поражение баллистических ракет, стартующих с расстояния: 1100 км
- Число целей, одновременно обстреливаемых дивизионом: 24
- Число ЗУР, одновременно наводимых дивизионом: 48
- Темп стрельбы с одной ПУ: 1,5 сек.
- Время подготовки ЗУР к пуску: 15 сек.
- Время перевода системы из дежурного режима в боевой: 40 сек.
- Время сворачивания/разворачивания всего комплекса с марша: 5/5 минут
- Боекомплект ЗУР дивизиона: 96—192

Боевая часть: осколочно-фугасная направленного действия. 

Вероятность поражения цели типа:
- БР «Lance» одной ЗУР 9М83: 0,5-0,65
- «самолёт» одной ЗУР 9М83: 0,7-0,9
- головной части ракеты «Першинг» одной ЗУР 9М82: 0,4-0,6
- ракеты SRAM одной ЗУР 9М82: 0,5—0,7
- Диаметр ракеты/диаметр ТПК:
  - 9М83 — 915 (930)
  - 9М82 — 1215 (1460)
- Масса БЧ — 150 кг
- Скорость полёта/максимальная скорость полёта
  - 9М83 — 1200/1700 м/с
  - 9М82 — 1800/2400 м/с
- Потенциальная дальность захвата ГСН цели с ЭПР 0,05 м²: 30 км
- Максимальная перегрузка: 20 g
- Число ракет на ПУ (9М83/9М82): 4/2
- Границы зоны эффективного действия 9М83/9М82:
  - дальняя — 75/100 км
  - верхняя — 25/30 км
  - ближняя — 6/13 км
  - нижняя — 0,025/1 км

## Боевое применение
Россия использовала С-300В1 и С-300ВМ в ходе вторжения России на Украину для ударов по наземным целям, отмечается использование С-300В в основном для неизбирательного обстрела городов, в том числе обстрелов Николаева и Запорожья. Как минимум одна пусковая установка 9А83 из состава С-300В была уничтожена спецназом СБУ барражирующим боеприпасом RAM II.

## На вооружении

### Современные
- Венесуэла — 12 ПУ (1 дивизион) С-300ВМ, по состоянию на 2025 год[18]
- Египет — около 18 ПУ (2 дивизиона) С-300В4, по состоянию на 2025 год[19]
- Россия:
  - Сухопутные войска: некоторое количество С-300В и С-300В4 на вооружении по состоянию на 2025 год[20]
  - ВВС РФ: 20 ПУ (2 дивизиона) С-300В на вооружении по состоянию на 2025 год[21]
- Украина: 
  - Сухопутные войска: некоторое количество С-300В на вооружении по состоянию на 2025 год[22]

### Бывшие
- СССР — более 70 С-300В4[источник не указан 1349 дней], по состоянию на 1991 год[23], перешли к образовавшимся после распада государствам.
- Беларусь — некоторое количество С-300В, по состоянию на 2012 год[24]. Списаны в 2018 году.